# جوليان نافا
جوليان نافا (بالإنجليزية: Julian Nava)‏ هو دبلوماسي أمريكي، ولد في 19 يونيو 1927 في لوس أنجلوس في الولايات المتحدة.